# ウィズアウト・ユー (バッドフィンガーの曲)
「ウィズアウト・ユー」（Without You）は、イギリスのロックグループであるバッドフィンガーのピート・ハムとトム・エヴァンズが作詞作曲した楽曲である。ASCAPによると180以上のアーティストに録音され、Billboard Hot 100には1位をはじめ何回も登場した曲である。

## バッドフィンガーのオリジナル・バージョン
最初に録音したのはロックグループのバッドフィンガーで、この曲はその2人のメンバーによって制作された。ピート・ハムが当初書いた曲は「If It's Love」という題名で、コーラスが弱かった。同じ時期にトム・エヴァンズが曲を書いていたが、こちらはヴァースが弱かった。そのため、2人でそれぞれの曲のよい部分を融和させた。そして、1970年にリリースされたアルバム『ノー・ダイス』に収録された。バッドフィンガーのバージョンはシングルとしてはリリースされなかったが、日本ではシングル「明日の風」のB面に収録、発売されている。後年、歌詞の後を追うようにピート・ハムとトム・エヴァンズはそれぞれ自殺した。特に、トムの自殺はこの曲の印税をめぐるトラブルが一因であった。

## ニルソンのバージョン
バッドフィンガーの「ウィズアウト・ユー」を聴いたニルソンは当初、ビートルズの曲だと勘違いした。勘違いに気付いた後、1971年に発表するアルバム『ニルソン・シュミルソン』へ収録するために、この曲をカバーした。リカット・シングルは、イギリスでは全英シングルチャートで1位を記録し80万枚のヒット、全米シングルチャートに於いて4週連続1位となった。後に、プロデューサーのリチャート・ペリーは「この曲は今までの曲とは全く違う、重いバックビートによるビッグ・バラードで、今までに多くのアーティストからリリースされたものとは違った」後にソロ・アーティストとして成功したゲイリー・ライト（イギリスのバンド、スプーキー・トゥースのメンバー）はピアノで録音に参加した。
ニルソンは、コーラスの出来が少し平凡だと言っていたが、ニルソンの友人であるシンガー・ソング・ライターのジミー・ウェッブは「この曲こそ我々の世代の最高のボーカル・パフォーマンスだ」と評している。
ニルソンは滅多にこの曲をライヴ・パフォーマンスしなかったが、1992年にラスベガスでリンゴ・スター＆ヒズ・オール・スター・バンドと共演した。
なお、ニルソン・バージョンの日本語表記は「ウィザウト・ユー」である。

### 順位
| 各国のチャート                              | 最高順位 |
| ------------------------------------------- | -------- |
| カナダ(Canadian Hot 100)                    | 1        |
| イギリス(全英シングルチャート)              | 1        |
| アメリカ合衆国 Billboard Hot 100            | 1        |
| アメリカ合衆国 Billboard Adult Contemporary | 1        |

### タイアップ
- ラスト・フレンド（1993年4月5日〜6月25日）東海テレビ制作・フジテレビ系列昼ドラマ

## マライア・キャリーのバージョン
マライア・キャリーのバージョンは、1994年にアルバム『ミュージック・ボックス』から3枚目のシングルとしてリリースされた。それは、ニルソンが1994年1月15日に亡くなった1週間後である1994年1月24日だった。アメリカでは「想い出にできない」と両A面扱いだった。壮大なゴスペスコーラスに聞こえるようバック・コーラス（彼女自身も含めて）を従え、マライアはいつもより低い声域を出した。マライアはレストランでこの曲を聴いてカバーすることを決めたと言った。マライアのバージョンは「アメリカン・アイドル」のようなタレント・ショー番組では非常に人気がある。
「ウィズアウト・ユー」は全米シングルチャートではトップ40に21週間滞在し、最高3位を記録した。1994年の年間チャートでは16位にランクした。
「ウィズアウト・ユー」は主にヨーロッパ全域で成功していて、アメリカ国外ではマライア最大のヒット作である。彼女の最初の全英シングルチャート1位を記録した作品であり、4週の間1位に滞在した。イタリアでも初の1位を記録し、スイスでは10週、オランダでは12週、ドイツでは4週、オーストリアでは8週、スウェーデンでも8週、アイルランドで5週、ニュージーランドで1週1位を記録した。また、カナダ、フランス、ノルウェー、オーストラリアではトップ3を記録した。

### 収録曲
Worldwide CD single
1. ウィズアウト・ユー – Without You – 3:34
2. 想い出にできない – Never Forget You – 3:45

European maxi-CD single #1
1. ウィズアウト・ユー – Without You – 3:34
2. 想い出にできない – Never Forget You – 3:45
3. ドリームラヴァー (live) – Dreamlover (live) – 4:09

European maxi-CD single #2
1. ウィズアウト・ユー - Without You – 3:34
2. ヴィジョン・オブ・ラヴ – Vision of Love – 3:28
3. アイル・ビー・ゼア – I'll Be There – 4:28
4. ラヴ・テイクス・タイム – Love Takes Time – 3:48

### 順位
| 各国のチャート                                     | 最高順位 |
| -------------------------------------------------- | -------- |
| オーストラリア（ARIAチャート）                     | 3        |
| オーストリア（エードライ・オーストリア・トップ40） | 1        |
| カナダ（Canadian Hot 100）                         | 2        |
| オランダ（ネーダラントス・トップ40）               | 1        |
| Eurochart Hot 100                                  | 1        |
| フィンランド（YLE）                                | 1        |
| フランス（SNEP）                                   | 1        |
| ドイツ（Media Control AG）                         | 1        |
| アイルランド（IRMA）                               | 1        |
| ニュージーランド(RIANZ)                            | 1        |
| スウェーデン(スヴァリイェトプリストン)             | 1        |
| スイス（Media Control AG）                         | 1        |
| イギリス（全英シングルチャート）                   | 1        |
| アメリカ合衆国 Billboard Hot 100                   | 3        |
| アメリカ合衆国 Billboard Hot R&B/Hip-Hop Songs     | 2        |
| アメリカ合衆国 Billboard Adult Contemporary        | 4        |

### 認定
| 国             | 認定 (売上) |
| -------------- | ----------- |
| オーストリア   | プラチナ    |
| フランス       | ゴールド    |
| ドイツ         | プラチナ    |
| オランダ       | プラチナ    |
| イギリス       | ゴールド    |
| アメリカ合衆国 | ゴールド    |

## その他のカバー・バージョン
- 沢田研二 - 1972年のライブ・アルバム『JULIE V 沢田研二 日生リサイタル』に収録（訳詞：沢田研二）。
- フォーリーブス - 1974年のアルバム『スーパープレゼント'74』に日本語の歌詞で収録。
- 西城秀樹 - 1976年のライブ・アルバム『HIDEKI LIVE'76』に収録。
- ハート - 1978年のアルバム『Magazine』に収録。
- メリサ・マンチェスター - 1980年のアルバム『For The Working Girl』に収録。
- 弘田三枝子 - 1984年2月のシングル。三菱自動車「ランサー・フィオーレ」CMソング。
- エア・サプライの1991年のアルバム『The Earth Is... 』に収録。
- 鈴木トオル（元LOOK） - 1993年に日本語の歌詞をつけてカバー。
- 小柳ゆき - 2000年のアルバム『Koyanagi the Covers PRODUCT 1』に収録。
- 高嶋ちさ子 - 2001年のアルバム『Lovin' You～Love Songs on Violin』に収録。
- ダリル・ホール&ジョン・オーツ - 2004年のアルバム『アワ・カインド・オブ・ソウル』日本盤にボーナストラックとして収録。日立（日立コンシューマエレクトロニクス）ハイビジョンテレビ「Wooo」CMソング。
- NHK夜の連続ドラマ『女神の恋』（2003年）のオープニング。演奏はニューヨーク在住のアーティストとしか明らかにされていない。
- イル・ディーヴォ - 2009年のライブアルバム『AN EVENING WITH IL DIVO LIVE IN BARCELONA 2009』に全スペイン語歌詞のタイトル「Desde El Dia Que Te Fuiste」として収録。
- アンジェラ・アキ - 2010年のシングル『輝く人』に収録。
- ジュース・ニュートン - 2010年のアルバム『Duets: Friends & Memories』に収録。グレン・キャンベルと共に歌う。
- 高見沢俊彦（THE ALFEE） - 2015年のソロライブ『Takamiy 2015夏限定 復活バケーション!』にて、サプライズゲストで登場した武部聡志のピアノ演奏をバックにカバー。
- Sano ibuki - 2024年に配信シングルとして発売。映画「室井慎次 敗れざる者」「室井慎次 生き続ける者」挿入曲。